# She-Ra, la principessa del potere
She-Ra, la principessa del potere (She-Ra: Princess of Power) è una serie animata statunitense, realizzata nel 1985 dalla Filmation. Si tratta di uno spin-off di He-Man e i dominatori dell'universo, ideato per pubblicizzare una nuova serie di bambole destinate alle bambine e delle nuove action figure della linea dei Masters of the Universe destinati ai bambini. È composta da due stagioni, di 65 e 28 episodi.
La protagonista di questa serie è She-Ra, sorella gemella di He-Man e potente eroina che guida la Grande ribellione per liberare Etheria, contro la tirannia di Hordak, ex-maestro e ora nemico di Skeletor. La trama dei Masters of the Universe si è sviluppata in quattro serie animate, ma She-Ra appare solamente in questa.

## Trama
Il pacifico mondo di Etheria è stato demolito dall'invasione degli Horde (traducibile come "Orda"), un feroce popolo conquistatore, già scacciato da Eternia. Guidato dal tiranno di nome Hordak, gli Horde hanno conquistato Etheria e costruito il loro quartier generale chiamato Fright Zone (nel cartone animato viene chiamata anche Zona Spaventosa o Zona della Paura) e schiavizzato il popolo. Alla conquista del pianeta fu fondamentale una bambina di nome Adora, che viene rapita e cresciuta da Hordak, diventando così il capitano del suo esercito di mutanti e robot. Complice di Hordak è la Tessitrice d'Ombre, che con la sua magia nera riesce a manipolare la mente di Adora. Un giorno Adora conosce He-Man e scopre che gli Horde sono malvagi. Malgrado tutti gli sforzi per convertire Adora, He-Man viene catturato, colpito a tradimento proprio da lei, ma la Maga di Grayskull contatta Adora tramite la gemma nella spada della protezione e le svela che fu tolta dai suoi genitori appena nata e che ha anche un fratello gemello: He-Man!
Adora impara la formula magica e pronunciando le parole "Per l'onore di Grayskull" con la spada alzata, in una esplosione magica si trasforma in She-Ra la Principessa del Potere.

He-Man viene liberato e successivamente Adora torna sul suo pianeta natale, Eternia, dove conosce i suoi genitori; presto però decide di ritornare ad Etheria e combattere gli Horde finché il pianeta non sarà liberato. Adora entra nella Grande Ribellione, un gruppo di guerrieri che combattono per la libertà e si nascondono nell'unico posto inaccessibile alla malvagia Orda: il magico Bosco dei Sussurri. Là Adora diventa la loro guida e la ricercata numero uno di Etheria.
Punto di riferimento per She-Ra è il Castello di Cristallo, un tempio magico situato nella montagna più alta del pianeta e protetto da uno spirito in forma di luce chiamato Light Hope. Nelle innumerevoli avventure di She-Ra, talvolta, compare anche He-Man, sempre pronto ad aiutare la sorella.

### Prima stagione
Nella trama della prima stagione, dopo essere stata rapita da Hordak (ex-mentore di Skeletor) nella sua infanzia, Adora grazie a suo fratello He-Man diventa buona e attraverso una spada magica è in grado di trasformarsi in She-Ra; tuttavia è costretta a rimanere ad Etheria con i suoi nuovi amici, per salvare il proprio mondo da Hordak e dai suoi seguaci.

## Produzione
Questa serie, come molte altre realizzate dalla Filmation, presenta una morale alla fine di ogni episodio: un personaggio chiamato Loo-Kee, una sorta di piccolo furry che si mimetizza durante l'episodio negli alberi o cespugli, e ricompare alla fine domandando agli spettatori se sono riusciti a vederlo; dopodiché spiega la morale dell'episodio. Al di fuori delle apparizioni cameo e durante la morale Loo-Kee partecipa soltanto in due episodi, dove è il protagonista.
Tuttavia, nel doppiaggio italiano le morali vennero tagliate, perché la serie arrivò quando ormai avevano deciso di non doppiare quelle della seconda stagione di He-Man: per questo motivo sono in pochi a conoscerle, ma sono state proposte sottotitolate nei DVD della Dolmen.

## Distribuzione

### Doppiaggio
L'edizione italiana della serie, così come avviene con la seconda stagione di He-Man e i dominatori dell'universo, è stata doppiata da SEDIF con le voci della CVD.

### Home video
Alcuni episodi sono stati editi in VHS nei primi anni 90 da Stardust all'interno della collana Fantastimondo.
La Dolmen Home Video ha pubblicato in DVD Il segreto della spada (The Secret of The Sword) e la prima stagione completa (alcuni episodi presentano parti sottotitolate).
Inoltre She-Ra appare nel film d'animazione Speciale natale (A Christmas Special) edito invece dalla MTC e distribuito in edicola.

## Personaggi

### Personaggi principali
| Nome personaggio           | Doppiatore originale | Dopp. italiano 1ª stagione |
| -------------------------- | -------------------- | -------------------------- |
| Principessa Adora / She-Ra | Melendy Britt        | Cristiana Lionello         |
| Kowl                       | Lou Scheimer         | Benita Martini             |
| Bow                        | George DiCenzo       | Claudio Capone             |
| Glimmer                    | Linda Gary           | Emanuela Giordano          |
| Regina Angella             | Erika Scheimer       | Melina Martello            |
| Madame Razz                | Melendy Britt        | Wanda Tettoni              |
| Swift Wind                 | Lou Scheimer         |                            |
| Hordak                     | George DiCenzo       |                            |
| Tessitrice d'Ombre         | Linda Gary           | Angiolina Quinterno        |
| Imp                        | Erika Scheimer       |                            |
| Catra                      | Melendy Britt        | Vanna Busoni               |
| Scorpia                    | Linda Gary           | Melina Martello            |
| Mantenna                   | Lou Scheimer         |                            |
| Leech                      | Lou Scheimer         |                            |
| Grizzlor                   | Lou Scheimer         |                            |
| Entrapta                   | Linda Gary           |                            |

### Altri personaggi
| Nome personaggio       | Doppiatore originale | Dopp. italiano 1ª stagione |
| ---------------------- | -------------------- | -------------------------- |
| Principe Adam / He-Man | John Erwin           | Mario Cordova              |
| Skeletor               | Alan Oppenheimer     | Rodolfo Traversa           |

## Episodi
Lista delle due stagioni (la prima da 65 episodi, la successiva da 28) della serie. I titoli italiani della seconda non sono presenti perché inediti.

### Stagione 1
| Numero | Codice | Titolo                              | Titolo originale                | Regista           | Crossover  | Prima TV USA |
| ------ | ------ | ----------------------------------- | ------------------------------- | ----------------- | ---------- | ------------ |
| 01     | 001    | Verso Etheria                       | Into Etheria                    | Gwen Wetzler      | + He-Man   | 09/09/1985   |
| 02     | 002    | L'isola delle bestie                | Beast Island                    | Lou Kachivas      | + He-Man   | 10/09/1985   |
| 03     | 003    | She-Ra alla riscossa                | She-Ra Unchained                | Bill Reed         | + He-Man   | 11/09/1985   |
| 04     | 004    | Riuniti                             | Reunions                        | Bill Reed         | + He-Man   | 12/09/1985   |
| 05     | 005    | Battaglia per Bright Moon           | Battle for Bright Moon          | Ed Friedman       | + He-Man   | 13/09/1985   |
| 06     | 006    | Duello a Devlan                     | Duel at Devlan                  | Bill Reed         | -          | 06/12/1985   |
| 07     | 007    | Il falco del mare                   | The Sea Hawk                    | Bill Reed         | -          | 16/09/1985   |
| 08     | 008    | Il Cavaliere Rosso                  | The Red Knight                  | Tom Sito          | -          | 17/09/1985   |
| 09     | 009    | Ad ogni stagione il suo frutto      | The Missing Ax                  | Richard Trueblood | -          | 18/09/1985   |
| 10     | 010    | Il drago sorridente                 | The Laughing Dragon             | Richard Trueblood | -          | 19/09/1985   |
| 11     | 011    | Il bosco dei Sussurri               | The Peril of Whispering Woods   | Lou Kachivas      | -          | 20/09/1985   |
| 12     | 012    | I prigionieri                       | The Prisoners of Beast Island   | Ernie Schmidt     | -          | 23/09/1985   |
| 13     | 013    | Il ritorno di Re Miro               | King Miro's Journey             | Ed Friedman       | + He-Man   | 24/09/1985   |
| 14     | 014    | Un'amicizia tradita                 | Friendship                      | Richard Trueblood | -          | 25/09/1985   |
| 15     | 015    | Lo specchio lunare                  | He Ain't Heavy                  | Tom Tataranowicz  | + He-Man   | 26/09/1985   |
| 16     | 016    | Lo sparviero del mare               | Return of the Sea Hawk          | Tom Tataranowicz  | -          | 27/09/1985   |
| 17     | 017    | Le bolle parlanti                   | A Loss for Words                | Tom Sito          | -          | 30/09/1985   |
| 18     | 018    | Una vacanza inaspettata             | Horde Prime Takes a Holiday     | Marsh Lamore      | + He-Man   | 01/10/1985   |
| 19     | 019    | Il castello incantato               | Enchanted Castle                | Marsh Lamore      | -          | 02/10/1985   |
| 20     | 020    | Tre cuori coraggiosi                | Three Courageous Hearts         | Tom Sito          | -          | 03/10/1985   |
| 21     | 021    | La gemma nella spada                | The Stone in the Sword          | Marsh Lamore      | -          | 04/10/1985   |
| 22     | 022    | Il castello di cristallo            | The Crystal Castle              | Steve Clark       | -          | 07/10/1985   |
| 23     | 023    | La corona della saggezza            | The Crown of Knowledge          | Marsh Lamore      | -          | 08/10/1985   |
| 24     | 024    | Le miniere di Mondor                | The Mines of Mondor             | Ernie Schmidt     | -          | 09/10/1985   |
| 25     | 025    | Piccoli problemi                    | Small Problems                  | Ed Friedman       | -          | 10/10/1985   |
| 26     | 026    | Il falò dei libri                   | Book Burning                    | Ernie Schmidt     | -          | 11/10/1985   |
| 27     | 027    | Il libro magico                     | The Eldritch Mist               | Steve Clark       | + He-Man   | 14/10/1985   |
| 28     | 028    | Brutti momenti per Bow              | Bow's Farewell                  | Lou Kachivas      | -          | 15/10/1985   |
| 29     | 029    | Il prezzo della libertà             | The Price of Freedom            | Ed Friedman       | + He-Man   | 16/10/1985   |
| 30     | 030    | Suonala ancora, Bow                 | Play It Again, Bow              | Tom Sito          | -          | 17/10/1985   |
| 31     | 031    | Il mago ritroso                     | The Reluctant Wizard            | Ernie Schmidt     | -          | 18/10/1985   |
| 32     | 032    | L'amico robot                       | Friends Are Where You Find Them | Richard Trueblood | -          | 21/10/1985   |
| 33     | 033    | Un genio nei guai                   | A Talent for Trouble            | Mark Glamack      | + He-Man   | 22/10/1985   |
| 34     | 034    | Il sogno di Agho                    | Troll's Dream                   | Bill Reed         | -          | 23/10/1985   |
| 35     | 035    | Una visita tranquilla               | Gateway to Trouble              | Steve Clark       | + He-Man   | 24/10/1985   |
| 36     | 036    | L'isola degli unicorni              | The Unicorn King                | Marsh Lamore      | -          | 25/10/1985   |
| 37     | 037    | L'apprendista impaziente            | The Anxious Apprentice          | Mark Glamack      | -          | 28/10/1985   |
| 38     | 038    | Avventura allo zoo                  | Zoo Story                       | Lou Kachivas      | -          | 29/10/1985   |
| 39     | 039    | Dimensione oscurità                 | Into the Dark Dimension         | Bill Reed         | -          | 30/10/1985   |
| 40     | 040    | I tesori degli antenati             | Treasures of the First Ones     | Marsh Lamore      | -          | 31/10/1985   |
| 41     | 041    | Il rapimento di Glimmer             | Glimmer's Story                 | Ed Friedman       | -          | 01/11/1985   |
| 42     | 042    | Un nemico con il mio volto          | Enemy with My Face              | Richard Trueblood | -          | 04/11/1985   |
| 43     | 043    | Bentornato Kowl                     | Welcome Back, Kowl              | Bill Reed         | -          | 05/11/1985   |
| 44     | 044    | Le meteoriti viventi                | The Rock People                 | Steve Clark       | -          | 06/11/1985   |
| 45     | 045    | Un valoroso guerriero               | Huntara                         | Tom Tataranowicz  | -          | 07/11/1985   |
| 46     | 046    | Spazio interstellare                | Micah of Bright Moon            | Bill Reed         | -          | 08/11/1985   |
| 47     | 047    | Il prezzo del potere                | The Price of Power              | Marsh Lamore      | -          | 11/11/1985   |
| 48     | 048    | Siamo tutti uguali                  | Birds of a Feather              | Gwen Wetzler      | -          | 12/11/1985   |
| 49     | 049    | Il rapimento di Swifty              | For Want of a Horse             | Mark Glamack      | -          | 13/11/1985   |
| 50     | 050    | Proprio come me                     | Just Like Me                    | Tom Tataranowicz  | -          | 14/11/1985   |
| 51     | 051    | Il mio amico, il mio miglior nemico | My Friend, My Enemy             | Lou Kachivas      | + Skeletor | 15/11/1985   |
| 52     | 052    | Il mago                             | The Wizard                      | Lou Kachivas      | -          | 18/11/1985   |
| 53     | 053    | Un alleato imprevisto               | Unexpected Ally                 | Lou Kachivas      | -          | 19/11/1985   |
| 54     | 054    | Attacco all'ultimo minuto           | The Light of the Crystal        | Tom Sito          | -          | 20/11/1985   |
| 55     | 055    | Loo-Kee dà una mano                 | Loo-Kee Lends a Hand            | Mark Glamack      | + He-Man   | 21/11/1985   |
| 56     | 056    | Ombre e teschi                      | Of Shadows and Skulls           | Ed Friedman       | + Skeletor | 22/11/1985   |
| 57     | 057    | I guerrieri della giungla           | Jungle Fever                    | Mark Glamack      | -          | 25/11/1985   |
| 58     | 058    | La neve nera                        | Black Snow                      | Lou Kachivas      | -          | 26/11/1985   |
| 59     | 059    | Su le ancore (prima parte)          | Anchors Aloft - Episode I       | Ernie Schmidt     | -          | 27/11/1985   |
| 60     | 060    | Su le ancore (seconda parte)        | Anchors Aloft - Episode II      | Bob Arkwright     | -          | 28/11/1985   |
| 61     | 061    | Il viaggio nel tempo                | Darksmoke and Fire              | Ernie Schmidt     | + He-Man   | 29/11/1985   |
| 62     | 062    | I Magigatti                         | Magicats                        | Ed Friedman       | -          | 02/12/1985   |
| 63     | 063    | Ditelo con i fiori                  | Flowers for Hordak              | Richard Trueblood | -          | 03/12/1985   |
| 64     | 064    | Fanciulla selvaggia                 | Wild Child                      | Bill Reed         | -          | 04/12/1985   |
| 65     | 065    | La magia più grande                 | The Greatest Magic              | Tom Tataranowicz  | + Orko     | 11/10/1986   |

### Stagione 2
| Numero | Codice | Titolo  | Titolo originale                   | Regista           | Crossover            | Prima TV USA |
| ------ | ------ | ------- | ---------------------------------- | ----------------- | -------------------- | ------------ |
| 01     | 066    | inedito | One to Count On                    | Bill Reed         | -                    | 13/09/1986   |
| 02     | 067    | inedito | Return of the General              | Richard Trueblood | -                    | 20/09/1986   |
| 03     | 068    | inedito | Out of the Cocoon                  | Marsh Lamore      | -                    | 27/09/1986   |
| 04     | 069    | inedito | A Lesson in Love                   | Ed Friedman       | -                    | 04/10/1986   |
| 05     | 070    | inedito | Something Old, Something New       | Richard Trueblood | -                    | 05/12/1986   |
| 06     | 071    | inedito | Loo-Kee's Sweety                   | Ernie Schmidt     | -                    | 12/09/1986   |
| 07     | 072    | inedito | The Pearl                          | Lou Kachivas      | -                    | 25/10/1986   |
| 08     | 073    | inedito | The Time Transformer               | Lou Kachivas      | -                    | 01/11/1986   |
| 09     | 074    | inedito | Above It All                       | Lou Kachivas      | -                    | 08/11/1986   |
| 10     | 075    | inedito | Day of the Flowers                 | Bill Reed         | + He-Man             | 15/11/1986   |
| 11     | 076    | inedito | Brigis                             | Bill Reed         | -                    | 22/11/1986   |
| 12     | 077    | inedito | The Caregiver                      | Bill Reed         | -                    | 29/11/1986   |
| 13     | 078    | inedito | When Whispering Woods Last Bloomed | Ed Friedman       | -                    | 06/12/1986   |
| 14     | 079    | inedito | Romeo and Glimmer                  | Tom Tataranowicz  | -                    | 13/12/1986   |
| 15     | 080    | inedito | The Perils of Peekablue            | Ernie Schmidt     | -                    | 12/09/1987   |
| 16     | 081    | inedito | Just the Way You Are               | Lou Kachivas      | + He-Man             | 19/09/1987   |
| 17     | 082    | inedito | The Locket                         | Richard Trueblood | -                    | 26/09/1987   |
| 18     | 083    | inedito | She-Ra Makes a Promise             | Tom Sito          | + He-Man             | 03/10/1987   |
| 19     | 084    | inedito | Bow's Magical Gift                 | Lou Kachivas      | -                    | 10/10/1987   |
| 20     | 085    | inedito | Sweet Bee's Home                   | Tom Tataranowicz  | + He-Man             | 17/10/1987   |
| 21     | 086    | inedito | Glimmer Come Home                  | Ernie Schmidt     | -                    | 24/10/1987   |
| 22     | 087    | inedito | The Inspector                      | Bill Nunes        | + He-Man             | 31/10/1987   |
| 23     | 088    | inedito | Portrait of Doom                   | Bill Nunes        | -                    | 07/11/1987   |
| 24     | 089    | inedito | Hordak's Power Play                | Bill Nunes        | -                    | 14/11/1987   |
| 25     | 090    | inedito | Shades of Orko                     | Bill Reed         | + Orko e Man-At-Arms | 21/11/1987   |
| 26     | 091    | inedito | Assault on the Hive                | Richard Trueblood | + He-Man             | 28/11/1987   |
| 27     | 092    | inedito | The Bibbet Story                   | Marsh Lamore      | -                    | 05/12/1987   |
| 28     | 093    | inedito | Swifty's Baby                      | Ed Friedman       | -                    | 12/12/1987   |

I primi cinque episodi della prima stagione compongono il film Il segreto della spada (conosciuto anche con il titolo He-Man e She-Ra - Il segreto della spada), distribuito prima che la serie fosse trasmessa. Nel lungometraggio, inoltre, sono presenti alcuni cambiamenti.

## Remake
Il 12 dicembre 2017, DreamWorks e Netflix annunciano She-Ra e le principesse guerriere, una nuova serie reboot/remake basata sul personaggio di She-Ra. La serie, prodotta da Nate Stevenson, è stata distribuita il 13 novembre 2018 sulla piattaforma Netflix.